# Joel Ibler Lillesø
Joel Ibler Lillesø (* 17. November 2003) ist ein dänischer Leichtathlet, der sich auf den Langstreckenlauf spezialisiert hat.

## Sportliche Laufbahn
Erste internationale Erfahrungen sammelte Joel Ibler Lillesø bei den Crosslauf-Weltmeisterschaften 2019 in Aarhus, bei denen er nach 26:38 min auf dem 42. Platz im U20-Rennen gelangte. Anschließend kam er beim Europäischen Olympischen Jugendfestival (EYOF) in Baku im 3000-Meter-Lauf nicht ins Ziel und im Dezember wurde er bei den Crosslauf-Europameisterschaften in Lissabon nach 19:24 min 16. im U20-Rennen. 2020 stellte er beim HMRC 5 km in Flakkebjerg mit 13:59 min eine neue europäische U18-Bestleistung über diese Distanz im Straßenlauf auf. 2021 startete er über 3000 Meter bei den Halleneuropameisterschaften in Toruń, verpasste dort aber mit 7:56,30 min den Finaleinzug. Ende Juni siegte er in 14:32,93 m bei den U20-Europameisterschaften in Tallinn über 5000 Meter und im Dezember gewann er bei den Crosslauf-Europameisterschaften in Dublin in 18:21 min die Bronzemedaille im U20-Rennen. Nach einem Start bei der World Athletics Indoor Tour in Birmingham am 22. Januar 2022, startete Lillesø eine Woche später im schwedischen Sollentuna und lief dort europäischen U20-Rekord über 3000 Meter in der Halle in 7:48,34 min. Im März nahm er über 3000 Meter an den Hallenweltmeisterschaften in Belgrad teil und verpasste dort mit 8:00,07 min den Finaleinzug. Im August belegte er bei den U20-Weltmeisterschaften in Cali in 7:56,40 min den sechsten Platz über 3000 Meter und anschließend gelangte er bei den Europameisterschaften in München mit 13:50,24 min auf Rang 22 über 5000 Meter.
2023 schied er bei den Halleneuropameisterschaften in Istanbul mit 8:00,48 min im Vorlauf über 3000 Meter aus und im Juli kam er bei den U23-Europameisterschaften in Espoo über 5000 Meter nicht ins Ziel. Im Oktober gelangte er bei den Straßenlauf-Weltmeisterschaften in Riga nach 13:46 min auf den 23. Platz über 5 km und im Dezember belegte er bei den Crosslauf-Europameisterschaften in Brüssel in 23:57 min den sechsten Platz im U23-Rennen. Bei den Crosslauf-Europameisterschaften 2024 in Antalya wurde er in 18:43 min Siebter im U23-Rennen und sicherte sich in der Teamwertung die Bronzemedaille hinter den Teams aus dem Vereinigten Königreich und Frankreich. Bereits im Juni verbesserte er den dänischen Landesrekord über 5000 Meter auf 13:22,74 min. 2025 wurde er bei der 2. Liga der Team-Europameisterschaft in Maribor in 13:58,64 min Dritter über 5000 Meter hinter dem Belgier Isaac Kimeli und Brian Fay aus Irland. Anschließend siegte er bei den U23-Europameisterschaften in Bergen in 29:05,45 min im 10.000-Meter-Lauf und kam über 5000 Meter nicht ins Ziel.
In den Jahren 2021 und 2022 wurde Lillesø dänischer Meister im 5000-Meter-Lauf sowie 2022 im Crosslauf.

## Persönliche Bestzeiten
- 1500 Meter: 3:41,62 min, 30. Mai 2024 in Oslo
  - 1500 Meter (Halle): 3:43,60 min, 27. Januar 2024 in Apeldoorn
- 3000 Meter: 7:47,72 min, 19. Juni 2024 in Nembro
  - 3000 Meter (Halle): 7:48,34 min, 29. Januar 2022 in Sollentuna
- 5000 Meter: 13:22,74 min, 15. Juni 2024 in Heusden-Zolder (dänischer Rekord)
- 10.000 Meter: 29:05,45 min, 17. Juli 2025 in Bergen
- 5-km-Straßenlauf: 13:46 min, 1. Oktober 2023 in Riga (dänischer Rekord)
- 10-km-Straßenlauf: 28:38 min, 22. Oktober 2022 in Hole (dänische U20-Bestleistung)